# Vasile Iordache
Vasile Iordache (n. 9 octombrie 1950, Iași, România) este un portar de fotbal român, Maestru al Sportului, retras din activitate în anul 1984. A fost supranumit Eroul de pe Wembley datorită evoluției sale memorabile în meciul disputat sub culorile naționalei României contra Angliei. Este considerat unul dintre cei mai talentați portari de fotbal din România din toate timpurile.

## Cariera

### Echipe de club
A început fotbalul la Iași în cadrul echipei FC Politehnica Iași în anul 1966, fiind remarcat repede de antrenorul Mișu Bârsan. La Iași s-a remarcat prin talent și seriozitate jucând în Divizia A în perioada 1968 - 1971.
În perioada 1972 - 1984 a jucat la clubul Steaua București, echipă cu care a atins consacrarea, remarcându-se prin precizia blocajelor și spectaculozitatea plonjoanelor. Cu echipa Steaua București a câștigat 3 campionate naționale, și 3 Cupe ale României. Datorită devotamentului său față de Clubul Steaua a fost numit de către suporteri Ministrul Apărării cumulat cu faptul că Vasile Iordache a practicat fotbalul ca pe o disciplină militară considerând că terenul este câmpul lui de luptă. La Steaua a fost antrenat de către fostul portar și antrenor al C. C. A.-ului Ion Voinescu, care a remarcat la acesta talentul deosebit și seriozitate sa afirmând că Vasile Iordache este unul dintre cei mai mari portari de fotbal pe care i-a avut România. A mai jucat la FC Brașov în sezonul 1984 - 1985 unde și-a încheiat cariera de fotbalist. A jucat peste 259 de meciuri în prima ligă română. A jucat pentru echipa Steaua 12 ani acumulând peste 231 de jocuri numărându-se printre jucătorii cu cele mai multe meciuri în tricoul echipei.

### Naționala
A debutat în echipa națională a României în meciul Bulgaria - România (1-0) din data de 12 mai 1976, de atunci adunând 25 de selecții. A făcut parte din lotul echipei naționale a României care a participat la Campionatul European de Fotbal din Franța, din anul 1984. În anul 1980 a câștigat Cupa Balcanică după o finală România-Iugoslavia (scor 4-1).

### România - Anglia 1980
Totul a început în 1980 când în ultimul meci al echipei naționale a României din acel an, este titular în memorabila victorie a României în fața Angliei, la București (scor 2-1).

### Anglia - România 1981
Pe 29 aprilie 1981, pe Stadionul Wembley, în fața a 70.000 de spectatori, echipa națională a României întâlnea Anglia. Aflat la a șaisprezecea selecție în echipa națională, Vasile Iordache a făcut meciul vieții, reușind câteva parade de excepție, evoluția sa extraordinară fiind păstrată în supranumele primit de Iordache după meci, Eroul de pe Wembley.

## Antrenor
În cariera de antrenor a urmărit ca elevii lui să învețe de la el ce știa el să facă mai bine - să închidă poarta și să ascundă cheile. În 1984 a început cariera de antrenor la FC Brașov în sezonul 1984 - 1985, apoi s-a reîntors la Steaua București în 1986, perioadă în care a fost antrenorul lui Helmuth Duckadam, contribuind la performanța acestuia din finala de Cupa Campionilor câștigată de Steaua în 1986. După patru ani a fost numit antrenor principal la „U” Cluj, dar după un an se întoarce ca antrenor secund la Steaua.
În 1994 a părăsit România, și timp de opt ani a antrenat 3 echipe din Emiratele Arabe Unite: Al Shabab Al Arabi Club din Dubai, Al-Ahli Dubai și Al Ain Club. S-a întors la Steaua în 2002, intrând în stafful tehnic al echipei sub-21. După 2003 a făcut parte din stafful tehnic al lui Cosmin Olăroiu, antrenând la FC Național București, FCU Politehnica Timișoara și din nou Steaua București. În sezonul 2007-2008 a fost antrenor secund în Divizia B la Concordia Chiajna. În iunie 2008 este numit pentru o perioadă scurtă de timp antrenor secund al echipei Unirea Slobozia, urmând ca în perioada iunie -noiembrie 2008 să antreneze portarii echipei divizionare B F.C. Prefabicate Modelul Călărași. Din data de 25 noiembrie 2008 este antrenorul portarilor eschipei Sportul Studențesc. A făcut parte din stafful lui Cosmin Olăroiu, antrenor al echipei de fotbal Al Sadd SC.

### Palmares ca antrenor
- 1986 finalist cu Steaua la Cupa Intercontinentală Toyota Cup[6]
- 1987 câștigă cu Steaua Supercupa Europei[6]
- 1994-1995 Campion Național al U A E Dubai cu Al Shabab
- 1995-1996 Câștigător al Cupei Emiratelor cu Al Shabab Club Dubai
- 1998-1999 Campion Național de Tineret cu Al Ahli Dubai
- 2000-2001 Campion Național al U A E cu Al Ain Club Dubai
- 2000-2001 Câștigă Cupa Președintelui
- 2006-2007 Campion Național al României cu Steaua

### Palmares ca jucător
- 3 Titluri de Campion al României cu Steaua (1975-1976), (1977-1978), (1979-1980)â
- 3 Cupe ale României cu Steaua (1975-1976), (1978-1979), (1981-1982)
- Cupa Balcanică cu echipa Națională a României (1980)

### Distincții
- Maestru Sportului
- Meritul Sportiv Clasa a II-a 2006 (Distincție acordată la Palatul Cotroceni de președintele Traian Băsescu)[7]
- Meritul Sportiv Clasa a III-a 2008 (pentru merite deosebite în fotbal, distincție acordată la Palatul Cotroceni de Traian Băsescu)[8][9]

### Citate de Vasile Iordache (interviuri)
- Vasile Iordache: „Portarii sunt cei mai importanți dar și cei mai singuri. Luptă împotriva a 20 de jucători. După cinci comoții, hepatită, gâtul fracturat și toate degetele rupte nu regret nimic. Eu m-am născut să fiu portar. De o mie de ori tot asta aș alege. Aveam reacție, curaj. Am suferit mult dar sunt mândru”. (Interviu Gazeta Sporturilor 2007)[necesită citare]